# Косыбаева, Тамара Окиметовна
Тамара Окиметовна Косыбаева (каз. Тамара Өкіметқызы Қосыбаева; 15 марта 1928; Аксуский район, Павлодарская область, КазССР, СССР — 15 августа 2022) — советская и казахская актриса кино, театра и дубляжа. Заслуженная артистка Республики Казахстан (1998).

## Биография
Родилась 15 марта 1928 года в Аксуском районе Павлодарской области. Происходит из рода бура племени Найман.
В 1947 году окончила Алма-Атинскую кино-актерскую школу, в 1952 году Ташкентский театральный институт.
С 1948 по 1960 год — артист Казахского государственного театра для детей и юношества.
С 1960 по 1964 год — артист Карагандинского областного казахского драматического театра.
С 1964 по 1986 год — актриса Казахского государственного театра для детей и юношества.
Скончалась 15 августа 2022 года.

## Творчество

### Роли в театре
Казахский государственный академический театр для детей и юношества имени Г. Мусрепова
- «Золотой ключик, или Приключения Буратино», А. Н. Толстой — Буратино
- каз. «Аягөз — Ару», К. Сатыбалдин — Аягоз
- каз. «Бүліншілік», Д. А. Фурманов — Зауре
- каз. «Біздің Ғани», Шахмет Кусаинов — Кульпаш
- каз. «Әлия  Молдағұлова», Ш. Байжанов — Әлия Молдағұлова
- каз. «Беу, қыздар-ай», К. Шангытбаев, К. Байсеитов — Айсулу
- каз. «Қызыл сұңқарлар», С. Сейфуллин — Айбала
- каз. «Әйдік апай және оның балалары», Б. Брехт — Мама

### Фильмография
- 1945 — «Песни Абая» — актриса
- 1968 — «Путешествие в детство» — Аспет
- 1972 — «Шок и Шер» — мать Шера
- 1975 — «Любимая» — мать
- 1976 — «Кусен-Кусеке» — актриса
- 1977 — «Хлеб» — актриса
- 1977 — «Соль и хлеб» — Раш
- 1978 — «Среди людей» — Батима
- 1979 — «Боярышник» — Райхан
- 1979 — «Когда тебе 12 лет» — актриса
- 1980 — «Месяц на размышление» — Рабига апа
- 1980 — «Невозможные дети» — эпизод
- 1981 — «Три дня праздника» — мать Мурата
- 1982 — «Бабушка-генерал / Суюнчи» — жена Мергенбай
- 1982 — «Буранная ночь» — актриса
- 1982 — «Орнамент» — бабушка
- 1982 — «Я — ваш родственник» — бабушка
- 1983 — «Отчим» — бабушка
- 1984 — «Сын вернулся» — актриса
- 1985 — «Сестра моя Люся» — актриса
- 1986 — «Золотая баба» — актриса
- 1987 — «Про любовь, дружбу и судьбу» — мать Керима
- 1987 — «Сказка о прекрасной Айсулу» — эпизод
- 1987 — «Шанырак» — актриса
- 1990 — «Последняя лисичка» — актриса
- 1994 — «Тебе нужен щенок?» — актриса
- 1994 — «Семья охотника» — актриса
- 1996 — «Тот, кто нежнее» — актриса
- 1996 — «Юность Жамбыла» — актриса
- 1999 — «Фара» — эпизод
- 2007 — «Курак корпе» — бабушка
- 2008 — «Махамбет» — бабушка
- 2009 — «Город мечты (сериал» — Аже
- 2011 — «Земля обетованная / Жеруйык» — бабушка
- 2011 — «Жаным» — прабабушка Досыма
- 2012 — «Жаным — 2» — прабабушка Досыма

## Награды
- 1998 — Қазақстанның еңбек сіңірген артисі (Заслуженная артистка Республики Казахстан) — за большой вклад в развитие кино и театрального искусства.